# Tau'a rapa nui
 (septembre 2018).
Si vous disposez d'ouvrages ou d'articles de référence ou si vous connaissez des sites web de qualité traitant du thème abordé ici, merci de compléter l'article en donnant les références utiles à sa vérifiabilité et en les liant à la section « Notes et références ».
Le tau'a rapa nui est un sport de l'Ile de Pâques se déroulant durant le festival tapati.

## Description
Le tau'a rapa nui est une sorte de triathlon qui se déroule dans le cratère du volcan Rano Raraku sur une distance d'environ 3 km. Les concurrents sont vêtus d'un pagne et sont pieds nus. 

### Vaka ama
Le vaka ama est la première des 3 épreuves, c'est une épreuve de navigation à bord de petites embarcations fabriquées par les athlètes avant le début de la course. L'épreuve se déroule sur 350 m (diamètre du lac). Ils extraient plusieurs dizaines de roseaux qui donnent forme aux canoës. L'épreuve est difficile puisque les canoës sont fragiles, ne supportent qu'un poids allant jusqu'à 100 kilos et les concurrents n'ont qu'une rame pour avancer.

### Aka venga
Après avoir quitté leurs canoës, la deuxième épreuve consiste à courir avec 20 kg de banane accroché autour du cou autour du lac soit une distance d'un kilomètre et demi. Une fois le tour fini, les concurrents se débarrassent des bananes et courent un autre demi-tour en empruntant la voie supérieure du cratère.

### Nage avec le pora
Une fois arrivés, ils traversent le lac à la nage avec l'aide de flotteurs naturels appelés pora. Les poras servent de planches de surf ou de bodyboard et sont construits avec la même technique que les canoës.

## Origine
Le tau'a rapa nui s'inspire du tangata manu.

## Autres
Tumaheke Durán Veri Veri est considérée comme une légende du tau'a rapa nui puisqu'elle a remporté 15 fois l'épreuve dans la catégorie reine malgré un accident de voiture qui l'a presque paralysée. 